# 六把野站
六把野站（日语：／ Roppano eki */?）是位於三重縣員弁郡東員町，三岐鐵道北勢線的鐵路車站（廢站）。
在三岐鐵道推行業務合理化方針。於2005年（平成17年）3月26日，此站與北大社站合併，開設新的東員站，同時把此站廢除。

## 歷史
- 1914年（大正3年）4月5日：北勢鐵道車站啟用[1]。
- 1934年（昭和9年）6月27日：公司名稱變更後，成為北勢電氣鐵道的車站[2][1]。
- 1944年（昭和19年）2月11日：在公司合併後，成為三重交通的車站[2][1]。
- 1964年（昭和39年）2月1日：在三重交通的鐵路業務分拆出來，成為三重電氣鐵道的車站[2][1]。
- 1965年（昭和40年）4月1日：三重電氣鐵道合併至近畿日本鐵道[2][1]。
- 1983年（昭和58年）1月15日：成為無人車站。
- 2003年（平成15年）4月1日：在業務轉讓下，成為三岐鐵道的車站[2][1]。
- 2005年（平成17年）3月26日：此站與北大社站合併，開設新的東員站，同時把此站廢除。
- 2007年（平成19年）2月13日：車站使用者專用單車停泊場被撤走。

## 車站構造
此站是地面車站，設有1面1線的單式月台。此站是無人車站。月台上設有站舍（候車室）和廁所（男女共用泵式馬桶）。在路軌靠近水道對面的地方設有單車停泊場。

## 使用狀況
- 車站主要乘客都是上學和通勤客。
- 在桑名至阿下喜之間設有並行巴士路線。由於乘坐巴士的所需時間較短，班次較多，因此巴士客量較高。

## 車站周邊
- 東員町立神田小學
- 東員六把野郵局
- 三重北農業協同組合（日语：三重北農業協同組合）（JA三重北）神田支店

## 現狀
月台和站舍於2005年（平成17年）夏季被撤走，變為空地。單車停泊場在車站廢除時還存在，後來在2007年（平成19年）。現時已經沒有任何車站遺跡。

## 相鄰車站
三岐鐵道
北勢線
穴太－六把野－北大社

## 注腳
1. 1 2 3 4 5 6  . 新潮「旅」Mook 8號 關西1. 今尾惠介 監修. 新潮社. 2008: 17,30 （日语）.
2. 1 2 3 4 5  曾根悟（監修）.  , 编. . 週刊朝日百科. 26號 長良川鐵道・明知鐵道・樽見鐵道・三岐鐵道・伊勢鐵道. 朝日新聞出版. 2011-09-18: 26 （日语）.

## 相關項目
- 日本鐵路車站列表 Ro